# Dischinezie biliară
Dischinezia biliară denumește o dereglare a mecanismului de evacuare a bilei, dereglare datorată unor disfuncții motrice la nivelul veziculei biliare, a canalului coledoc sau a sfincterului Oddi (intrarea canalului coledoc în duoden).
Dichinezia biliară reprezintă un complex de tulburări digestive de tip biliar, manifestate prin dureri în partea dreaptă a abdomenului sub nivelul coastelor (dureri ce pot avea intensități diferite, de la o simplă jenă dureroasă până la colici puternice), gust amar, grețuri, vărsături de tip biliar (care conferă o senzație de amăreală în gură), arsuri în partea superioară a abdomenului cuprinsă între coaste și ombilic, lipsa poftei de mâncare, iritabilitate crescută, astenie fizică sau intelectuală și balonări.

## Rolul veziculei biliare in organism
Vezicula biliara este un organ de dimensiuni mici, localizat sub ficat. Comunică cu ficatul prin ductul hepatic. Are rolul de depozita și de a concentra bila, o secreție hepatică de culoare verde utilizată în procesul digestiv. Atunci când consumăm alimentele, vezicula biliară eliberează bila prin canalul coledoc în duoden (primul segment al intestinului subțire). Când acest mecanism este perturbat apar dereglări ale procesului digestiv, manifestate prin: durere sau jenă în zona subcostală dreaptă sau în epigastru, durere în zona omoplaților, dureri de cap (mai ales pe partea dreaptă), amețeală, greață, flatulații, senzație de prea-plin și balonare după mese, indigestie (mai ales după ce se consumă mâncăruri grele sau grase), diaree sau scaune moi, scaune deschise la culoare, constipație, gust amar după mese.
În cazul puseurilor acute se instalează și febra, insoțită de colică biliară (durere puternică, în partea dreaptă a abdomenului, subcostal, durere ce poate radia spre omoplatul drept), greață și stări de vomă. Simptomele pot dura de la câteva minute până la câteva ore.
Tulburările biliare generează dezechilibre majore în activitatea organismului, putând cauza afecțiuni hepatice (steatoza hepatică, hepatomegalie, ciroza hepatică) și pancreatice (pancreatită, diabet), dereglări patologice ale microflorei intestinale, afecțiuni gastrice (gastrită, ulcer peptic , reflux gastro-esofagian).

## Tipuri
Dischinezia biliară hiperkinetică se prezintă printr-o creștere a activității biliare, reducere a dimensiunilor veziculei, accelerare a tranzitului intestinal, dureri și diaree. Diskinezia biliară hipokinetică, denumită popular și “bilă leneșă”, este caracterizată de dureri sau jenă în hipocondrul drept, senzație de apăsare în această zonă și gust amar după mese sau după eforturi fizice, vărsături biloase, prurit.

### Complicații
Atunci când evacuarea bilei este blocată, în interiorul veziculei biliare este posibilă înmulțirea microorganismelor care vor produce inflamația acesteia. De asemenea, bila restantă poate determina depunerea de nisip, ducând la apariția calculilor biliari (litiază).
O complicație și mai gravă este perforarea colecistului, urmată de peritonită. De asemenea, boala mai poate evolua și spre ciroză și ascită, icter infecțios, angiocolită acută, abcese hepatice, perforație în peritoneu sau pancreatită hemoragică.

## Cauze
Dischinezia biliară apare ca urmare a dereglării mecanismului de eliminare a bilei în duoden. În cele mai multe cauze, afecțiunea apare deoarece vezicula biliară, sfincterul său sau canalul coledoc (cel prin care bila circulă de la vezicula biliară la duoden) nu mai funcționează corespunzător. 
Atunci când consumăm o masă bogată în grăsimi, vezica biliară trebuie să lucreze suplimentar, eliminând în tubul digestiv o cantitate mai mare de bilă pentru a facilita digestia. Uneori însă efortul necesar este prea mare, consecința fiind blocarea bilei, care nu se mai elimină, iar digestia se va desfășura greoi, provocând simptomele descrise anterior.
Principalii vinovați ai dereglării activității biliare sunt stresul sau alte tulburări de natură psihică și o alimentație haotică și neadecvată, caracterizată de excese alimentare frecvente și consum nemăsurat de grăsimi, prăjeli, mezeluri, carne grasă sau tocată, ouă, cafea, ciocolată, alcool sau alte preparate ce necesită un timp de digestie prelungit.
Dischinezia biliară mai poate fi declanșată și de factori nealimentari: tulburări endocrine, afecțiuni ginecologice, stres, surmenaj fizic, tulburările anxioase și/sau depresive.

## Tratament
Tratamentul dischineziei biliare se realizează prin tonificarea sau relaxarea veziculei biliare (în funcție de caz) și reglarea secreției de bilă a țesutului hepatic. Dieta alimentară inclusă în programul de tratament are rolul de a îmbunătați activitatea hepatică și biliară. După finalizarea dietei, pacientul poate adopta un regim de alimentație mai lejer. Este obligatoriu însă să consume trei mese pe zi și să nu existe nici un fel de gustare între aceste mese.
Impactul și efectele cauzelor generatoare sunt înlăturate prin proceduri tradiționale specifice. Astfel se acționează pentru eliminarea efectelor stresului, pentru adjustarea alimentației și adoptarea unui regim alimentar sănătos dar și pentru tratarea organelor afectate indirect: ficat steatozic (acumulare de țesut adipos în zona hepatică ce perturbă funcțiile hepatice), disfuncția glandei tiroide, peristaltism intestinal redus, etc. De asemenea este restabilit și echilibrul florei intestinale și este refăcută mucoasa stomacală. Dacă există și reziduri în vezica biliară (mal) se realizează și un drenaj biliar pentru eliminarea acestora.

### Tratament balnear
Apele alcaline, clorurate sodice, bicarbonate, carbogazoase și sulfuroase din stațiunile Căciulata, Slănic-Moldova, Sângeorz-Băi, Călimănești, Lipova și Olănești sunt excelente pentru tratarea afecțiunilor biliare de tipul dischineziilor. Apele alcaline și sulfuroase stimulează secreția biliară a ficatului, diluează și fluidifică bila, iar apele clorurate sodice, bicarbonate și carbogazoase deprimă secreția biliară.